# Isla de Levant
Isla de Levant (en francés: Île du Levant), a veces denominada Le Levant, es una isla mediterránea francesa frente a la costa de la Riviera, cerca de Toulon. Es una de las cuatro islas que constituyen las Îles d'Hyères en Francia. La isla tiene 8 km de largo, 2 km de ancho, y está ubicada en el Golfo de León. Alrededor del 90% de la isla está fuera del alcance del público, reservada para un centro de prueba de misiles militares (Centre d'Essais de Lancement de Missiles), que ha puesto en marcha numerosas investigaciones y pruebas de cohetes desde su creación en 1948.

## Dominio naturista de Heliópolis

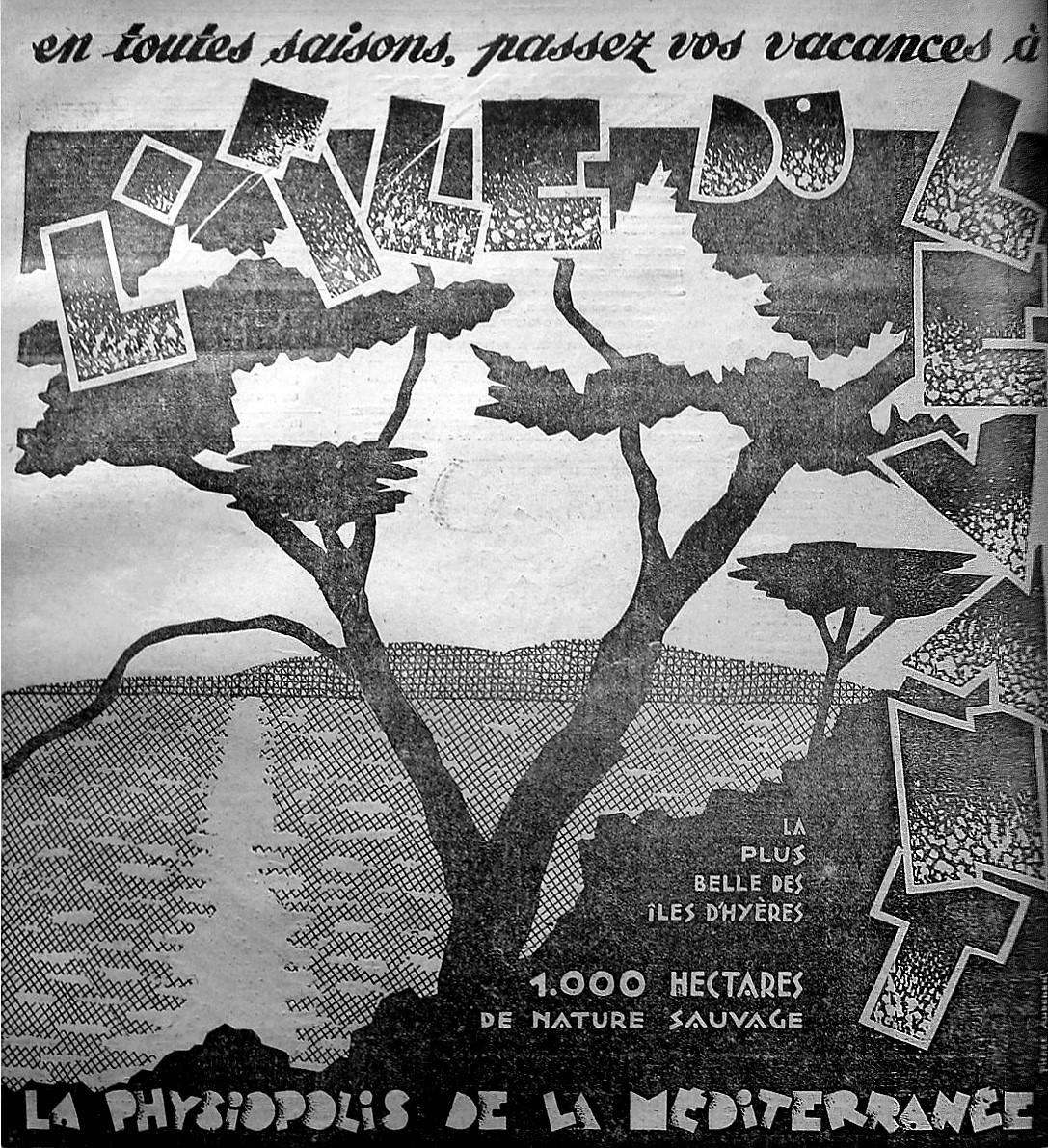
Dibujo publicitario en blanco y negro. Primeros años naturistas, luego el mar y al fondo una isla.

En el siglo XIX se fundó una colonia penal. Finalmente, en 1931, el naturismo se instauró en el dominio civil voluntariamente alejándose de cualquier influencia externa. Este enfoque muy innovador para su creación, y que sigue siendo rústico, experimentó luego otros desarrollos de la misma o diferente naturaleza en Francia. De esta forma de vida depende la frecuentación turística de verano, en esta propiedad privada abierta al público, conocida como el Dominio naturista de Heliópolis.